# Hermann Gerisch
Hermann Gerisch (* 24. Juni 1910 in Lengenfeld; † 11. Februar 1994 ebenda) war ein deutscher Lehrer, Heimatforscher und Mundartdichter des sächsischen Vogtlandes.

## Leben
Nach dem Besuch der Volksschule absolvierte Hermann Gerisch die Oberrealschule und ein Pädagogikstudium in Leipzig. Er arbeitete dann als Lehrer in Lengenfeld. Das Adressbuch weist ihn 1944 als Lehrer an der Haupt-, Volks- und Mittelschule Lengenfeld und mit der Wohnanschrift Auerbacher Straße 16 aus.
Im Zweiten Weltkrieg wurde Gerisch zur Wehrmacht eingezogen und geriet in Kriegsgefangenschaft. Nach seiner Entlassung kehrte er in das Vogtland zurück und arbeitete bis zum Erreichen des Rentenalters wieder als Lehrer für Deutsch und Biologie. 
Bereits frühzeitig entdeckte Gerisch seine Liebe zur Natur und Heimat. Nach dem Zweiten Weltkrieg wurde er Mitglied des Kulturbundes zur demokratischen Erneuerung Deutschlands, deren Ortsgruppe Lengenfeld (Vogtland) er später leitete. 
Bereits als Kind hatte er sich mit Schmetterlingen beschäftigt, die er sammelte und entomologisch erforschte. Später gründete er eine Arbeitsgemeinschaft Entomologie. Mehrere Aufsätze zu diesem Thema entstanden für Fachzeitschriften. Kurz vor seinem Tod organisierte er die als sein Lebenswerk bezeichnete Sonderausstellung Wunderwelt der Insekten in Rodewisch.
27 Jahre lang leitete er das Heimatmuseum in Lengenfeld, durch das er sonntags und nach Absprache Führungen anbot.
Ab 1967 beteiligte sich Hermann Gerisch an der jährlichen Herausgabe des Reichenbacher Kalender. 1972 übernahm er den Vorsitz des Redaktionskollegiums. Er schrieb auch für die Vogtländischen Heimatblätter, die seit Ende der 1970er Jahre in der DDR erschienen und das Jahrbuch Unser Vogtland.
Ferner betätigte er sich als Mundartdichter und Geschichtenerzähler. Im Kulturbund erschien seine Mundartpublikation Von mir und mann Leiten. Geschichten in vogtländischer Mundart.

## Publikationen
Das von Rolf Reinhardt zusammengestellte Verzeichnis der wissenschaftlichen entomologischen Publikationen von Hermann Gerisch erschien 1994 in den Entomologischen Nachrichten und Berichte, 39, 1994, Nr. 2, S. 141–142.

## Ehrungen
1990 Ernennung zum Ehrenbürger der Stadt Lengenfeld (Vogtland). Ferner wurde in Lengenfeld eine Straße nach ihm benannt.